# Liste der Baudenkmale in Weitendorf (bei Brüel)
In der Liste der Baudenkmale in Weitendorf sind alle Baudenkmale der Gemeinde Weitendorf (Landkreis Ludwigslust-Parchim) und ihrer Ortsteile aufgelistet (Stand: Januar 2021).

## Jülchendorf
| ID | Lage                  | Bezeichnung            | Beschreibung                                                                                   | Bild |
| -- | --------------------- | ---------------------- | ---------------------------------------------------------------------------------------------- | ---- |
|    | Hauptstraße 3 (Karte) | Gutshaus mit Backhaus  | 1-gesch. kleiner Fachwerkbau mit Krüppelwalmdach von um 1815; 2012 saniert für Ferienwohnungen |      |
|    | Hauptstraße           | Kriegerdenkmal 1914/18 |                                                                                                |      |

## Kaarz
| ID | Lage                       | Bezeichnung                                  | Beschreibung | Bild                                         |
| -- | -------------------------- | -------------------------------------------- | --- | -------------------------------------------- |
|    |                            | Allee zwischen Kaarz und Weitendorf          | |                                              |
|    | Dorfstraße 1, 2, 3 (Karte) | Bedienstetenhaus                             | |                                              |
|    | Obere Dorfstraße 4 (Karte) | Pferdestall                                  | |                                              |
|    | Obere Dorfstraße 6 (Karte) | Gutshaus mit zwei Zufahrtsalleen             | 2-gesch. historisierendes, größtenteils neoklassizistisches Schloss von 1875 mit Mansarddach, 3-gesch. Flügel und 4-gesch. Turm als Umbau des barocken Bülowschen Herrenhauses; Landschaftspark von 1873 vom Gartenarchitekt Carl Ansorge; Umbau von 1902 mit Jugendstil-Deckenmalereien; nach 1945 u. a. Schule; nach 1994 Sanierung und Umbau zum Hotel. | Gutshaus mit zwei Zufahrtsalleen             |
|    | (Karte)                    | Mausoleum von Bülow, Wappenplatte, Grabkreuz | Neugotische, achteckige, kleine Kapelle (Mausoleum) der Familie von Bülow und Mausoleum (s. Bild) der Familie Hüniken im Stil der Neorenaissance im Schlosspark. | Mausoleum von Bülow, Wappenplatte, Grabkreuz |
|    | im Wald                    | Gedenkstein für Waldhege                     | |                                              |

## Schönlage
| ID | Lage                 | Bezeichnung                                 | Beschreibung | Bild |
| -- | -------------------- | ------------------------------------------- | --- | ---- |
|    | Seestraße 18 (Karte) | Gutshaus                                    | Unsanierter, 1-gesch. Ziegelmitteltrakt mit zwei 2-gesch. Seitenflügeln, einer davon in sakraler Form mit ornamentalen Treppengiebel; stammt im Kern wohl aus dem 18. Jahrhundert, die Anbauten aus dem 19. Jahrhundert |      |
|    | Friedhof             | Leichenhalle und Grabstelle mit Eisengitter | |      |

## Sülten
| ID | Lage             | Bezeichnung                         | Beschreibung | Bild   |
| -- | ---------------- | ----------------------------------- | --- | ------ |
|    | Friedhof (Karte) | Grabplatten F.M.H. und G.L.Schröder | |        |
|    | (Karte)          | Kirche                              | Gotische, einschiffige Backsteinkirche aus dem 13. Jahrhundert mit eingezogenem Chor, Walmdach und 3-gesch. Turm mit spitzem Helm. | Kirche |

## Weitendorf
| ID | Lage               | Bezeichnung                                               | Beschreibung | Bild                                                      |
| -- | ------------------ | --------------------------------------------------------- | ------------ | --------------------------------------------------------- |
|    | (Karte)            | Bahnhof                                                   |              | Bahnhof                                                   |
|    | Hofplatz 7 (Karte) | ehemaliges Gutshaus mit Brunnen und Grün- und Freiflächen |              | ehemaliges Gutshaus mit Brunnen und Grün- und Freiflächen |
|    | Hofplatz 8 (Karte) | Pferdestall mit Kutscherwohnung                           |              | Pferdestall mit Kutscherwohnung                           |
|    | B 104/B 192        | Meilenstein                                               |              |                                                           |

## Ehemalige Denkmale

### Weitendorf
| ID | Lage             | Bezeichnung           | Beschreibung | Bild                  |
| -- | ---------------- | --------------------- | ------------ | --------------------- |
|    | Hofplatz (Karte) | ehem. Scheune (1880)  |              | ehem. Scheune (1880)  |
|    | Hofplatz (Karte) | ehem. Speicher (1881) |              | ehem. Speicher (1881) |